# تسوسن
تسوزن یک شهر در ایالت براندنبورگ است که در جنوب برلین و جنب بزرگراه بی۹۶ قرار دارد.